# بی‌خواب (فیلم ۲۰۱۷)
بی‌خواب (انگلیسی: Sleepless) فیلمی در ژانر اکشن و جنایی به کارگردانی باران بو اودار است که در ۱۳ ژانویه ۲۰۱۷ از سوی اوپن رود فیلمز در ایالات متحده آمریکا منتشر شد.

## بازیگران
- جیمی فاکس
- میشل موناهن
- درموت مالرونی
- دیوید هاربر
- تی. آی.
- گابریله یونیون
- اسکوت مک‌نری